# سانگونی
سانگونی (به انگلیسی: Llangefni، تلفظ ولزی: [ɬanˈɡɛvni]) شهرکی که مرکز اداری جزیره و شهرستان انگلسی در شمال ولز میباشد. سانگونی ۵٬۱۱۶ نفر جمعیت دارد.

## نگارخانه

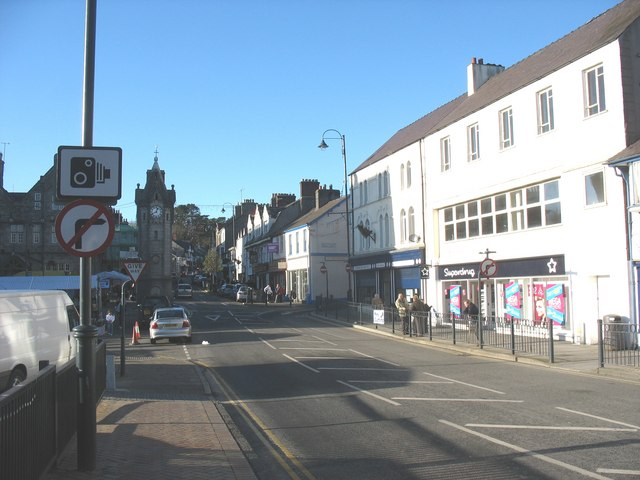
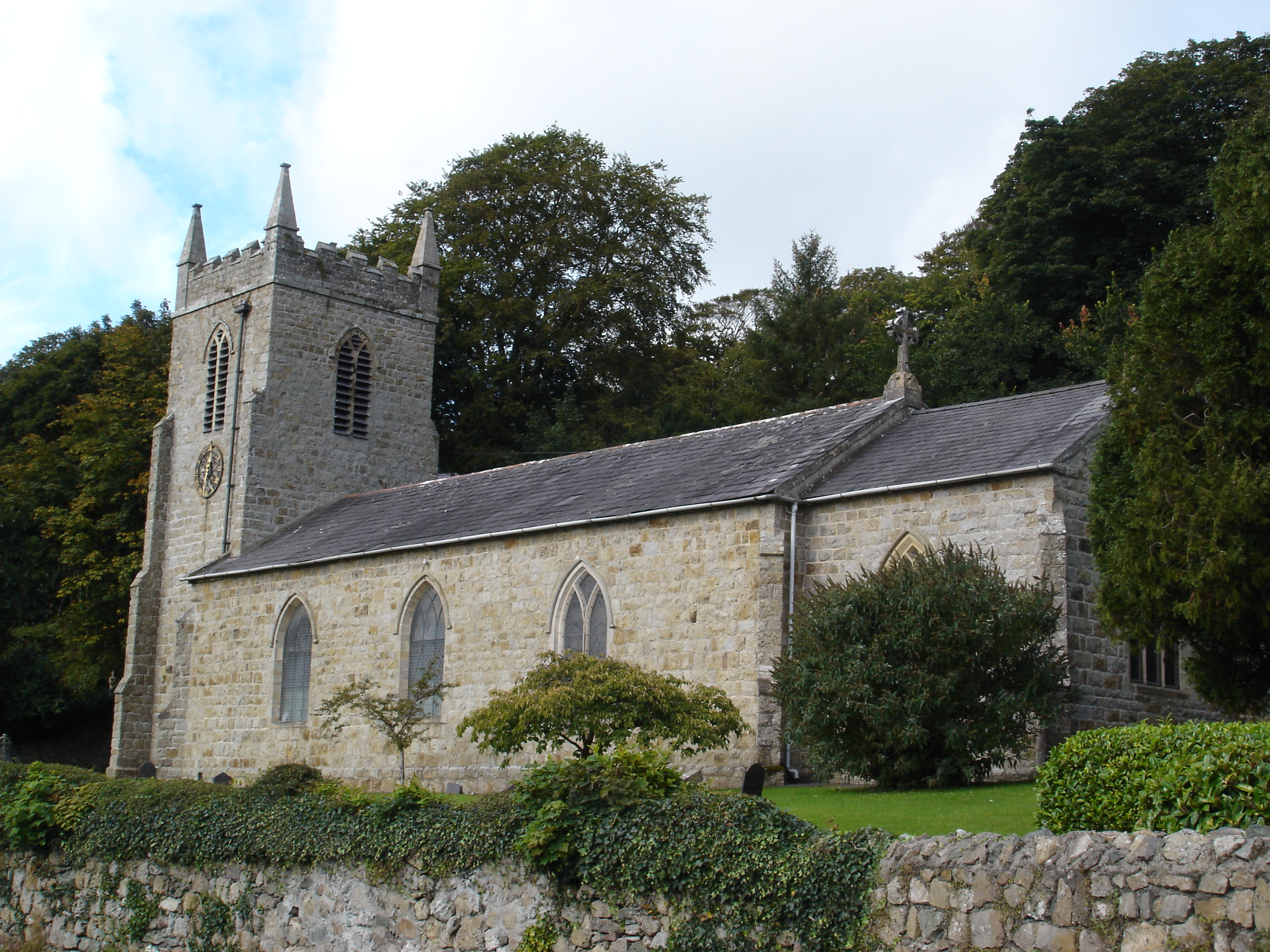